# Micranisa aereicorpus
Micranisa aereicorpus är en stekelart som först beskrevs av Girault 1915.  Micranisa aereicorpus ingår i släktet Micranisa och familjen fikonsteklar. Inga underarter finns listade i Catalogue of Life.